# Rashida Tlaib
Rashida Tlaib, née Rashida Harbi le 24 juillet 1976 à Détroit (Michigan), est une femme politique américaine membre des Socialistes démocrates d'Amérique et du Parti démocrate. 
Elle est élue élue le 6 novembre 2018 dans le 13e district du Michigan à la Chambre des représentants des États-Unis.

## Biographie

### Jeunesse et famille
Rashida Tlaib naît et grandit dans la ville de Détroit (Michigan). Elle est la fille aînée d'une fratrie de quatorze personnes. Ses parents sont des immigrés originaires de Palestine. Son père travaille comme ouvrier dans une usine Ford. Elle est diplômée de Wayne State puis de la faculté de droit de Western Michigan.

### Carrière politique
En 2008, elle est élue à la Chambre des représentants du Michigan. Elle est la première femme musulmane à siéger au sein de la législature du Michigan, et la deuxième à siéger dans une législature d'État de tout le pays. À la Chambre, elle prend notamment la présidence de la commission des finances. Après trois mandats, elle ne peut pas se présenter à nouveau. Elle devient avocate et travaille pour des associations venant en aide à des publics défavorisés.
Lorsque John Conyers démissionne de son mandat en raison d'allégations de harcèlement sexuel, Tlaib annonce sa candidature à la Chambre des représentants des États-Unis. Elle se présente donc dans le 13e district, une circonscription fortement démocrate comprenant une partie de Détroit et sa banlieue. En août 2018, elle remporte la primaire démocrate pour le prochain mandat avec un point d'avance (moins de 1 000 voix) sur la présidente du conseil municipal de Détroit, Brenda Jones. Elle perd cependant la primaire pour terminer le mandat de Conyers qui s'achève le 3 janvier 2019, Jones la devançant de deux points dans une élection comptant deux candidats de moins. Sans opposant républicain le 6 novembre, son élection est assurée. Elle devient alors l'une des deux premières femmes musulmanes (avec Ilhan Omar) et la première personnalité d'origine palestinienne élue au Congrès des États-Unis, (le premier musulman, tous sexes confondus, était Keith Ellison).
En octobre 2019, elle apporte son soutien à la candidature de Bernie Sanders pour les primaires démocrates de 2020.
Candidate à un deuxième mandat, elle est réélue le 3 novembre 2020.

## Controverses

### Insulte contre Donald Trump
Fraîchement élue au Congrès, Rashida Tlaib promet de destituer Donald Trump, le désignant de « fils de pute » (en anglais : motherfucker). L'insulte est largement commentée dans les médias, Molly Roberts du Washington Post estimant que ce type de rhétorique ne peut qu'affaiblir les démocrates. Un certain nombre de membres du Congrès démocrate blâment Tlaib pour son langage inapproprié. Nancy Pelosi, tout en précisant qu'elle n'userait pas de ce langage, considère que « ce n'est pas pire que ce que le président a dit ».

### Engagement dans le mouvement BDS et accusations d'antisémitisme
Alors que Rashida Tlaib est investie dans le mouvement pro-palestinien BDS dont l'une des modalités d'action est le boycott de produits provenant des colonies israéliennes implantées dans les territoires occupés par Israël, la presse israélienne pointe ses contradictions en remarquant que son site Internet de campagne est hébergé par la plateforme Wix.com, société fondée en Israël et dont le siège social se trouve à Tel-Aviv. 
En affirmant son opposition à un projet de loi porté par le Sénat visant à protéger de poursuites judiciaires les États américains qui adopteraient des sanctions contre les appels au boycott de produits israéliens, Rashida Tlaib a estimé que les parlementaires promoteurs de ce projet de loi avaient « oublié quel pays ils représentent ». Le sénateur républicain de Floride Marco Rubio, à l'initiative du projet de loi, a accusé Rashida Tlaib sur Twitter de reprendre une rhétorique antisémite en faisant référence à la « double allégeance ».
En aout 2019, alors qu'elle doit se rendre dans les territoires palestiniens, Donald Trump appelle les autorités israéliennes à lui en interdire l'accès.  D'après le président américain, l'élue démocrate et sa collègue Ilhan Omar « détestent Israël et tous les juifs, et il n’y a rien qui puisse être dit ou fait pour les faire changer d’avis ». Les autorités israéliennes lui interdisent de se rendre dans les territoires palestiniens.
Début 2020, elle est l'objet d'une polémique, après avoir relayé sur Twitter une rumeur de crime rituel contre les Israéliens.
Elle est sanctionnée par un vote de la Chambre des représentants en novembre 2023 pour ses propos sur Israël. La « censure », une sanction symbolique, est votée par les républicains ainsi que par une partie des démocrates, dans une résolution adoptée par 234 votes contre 188. L'élue démocrate se défend en affirmant qu'« aucun gouvernement ne peut échapper à la critique. L'idée selon laquelle critiquer le gouvernement d'Israël est antisémite crée un précédent dangereux et sert à réduire au silence les voix diverses défendant les droits de l'homme dans notre pays ».

## Positions politiques
Rashida Tlaib est considérée comme une progressiste de la gauche du Parti démocrate en étant membre à ce titre, comme Alexandria Ocasio-Cortez, des Socialistes démocrates d'Amérique (DSA). Elle est favorable à une augmentation du salaire minimum à 15 dollars de l'heure, à une couverture santé universelle et à la suppression de l'agence américaine du contrôle aux frontières.
Représentante au Congrès de l'un des États les plus pauvres des États-Unis, elle s'investit particulièrement sur les questions sociales. Elle est notamment à l'initiative d'une proposition de loi visant à établir un crédit d’impôt remboursable pour la classe moyenne. Elle s'engage également pour le Green New Deal et pour une taxation plus élevée des plus riches.
Sur les questions de politiques extérieures, selon Benjamin Haddad (directeur Europe de l'Atlantic Council), Rashida Tlaib et sa collègue Ilhan Omar « s’inscrivent dans une nouvelle génération de la gauche démocrate qui remet en question plus globalement certains fondamentaux de la puissance américaine. Elles pointent l’interventionnisme au Moyen-Orient, plaident pour une réduction du budget défense, mettent en cause l’alliance avec Israël, etc. ».

## Vie privée
Musulmane, elle est mère de deux fils et elle a divorcé en 2015.